# Sierra de Nava Alta
Sierra de Nava Alta är en ås i Spanien.   Den ligger i provinsen Provincia de Zaragoza och regionen Aragonien, i den nordöstra delen av landet, 220 km nordost om huvudstaden Madrid.